# ヤトガ

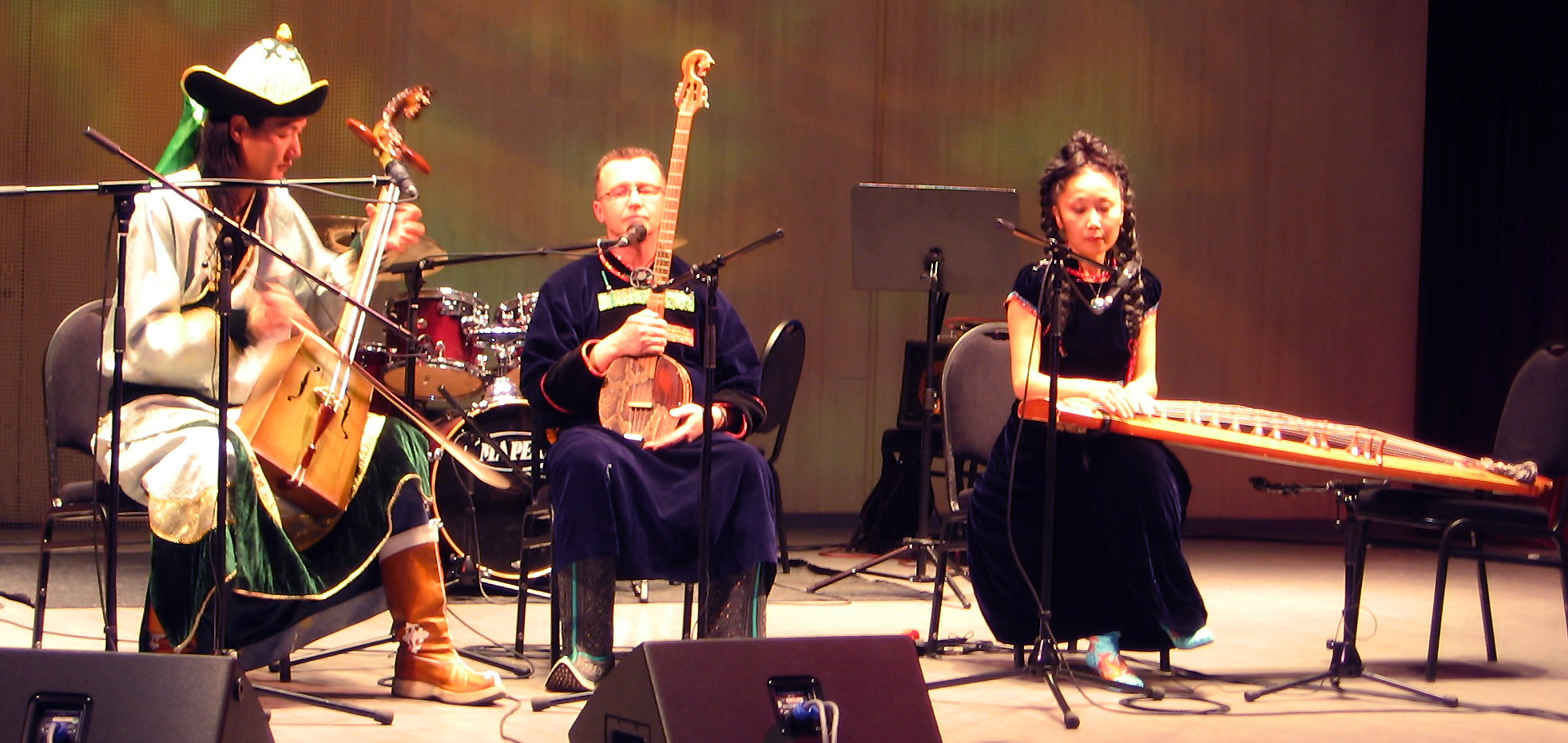
ナムガルの演奏。左からモリンホール、チャンザ、ヤトガ

ヤトガ(モンゴル語: ятга)は、モンゴルの伝統的なツィター属の撥弦楽器である。
おもにモンゴル国および内モンゴル自治区で演奏される。

## 概要
ヤトガはその目的に応じて、サイズ、調弦、ブリッジと弦の数が大きく異なる。ボディは長い木製の箱で、片方の端は下へ向かって傾斜がついている。演奏者は、右手の爪で弦をはじく。左手は弦に圧力を与え、音色をつくるのに使う。これは、日本の箏や朝鮮の伽耶琴の奏法に酷似している。
現代においてもっとも一般的なヤトガは、13本の金属弦を使用するタイプである。しかし、歴史的には、12弦の絹糸を使用するものが宮廷で使われた。これには象徴的な理由がある。12本の弦は12の宮殿の階層に相当していたのである。
モンゴルの伝統的な叙事詩である『ジャンガル』には、82のブリッジと800本の弦をもつヤトガを演奏する王女の話が含まれている。実際には、彼女は7本以下のブリッジで演奏していたといわれている。
ヤトガは、トゥヴァのyat-khaにとてもよく似ている。